# Volkskammer
Volkskammer (da.: Folkets kammer) var parlamentet og dermed den de jure lovgivende magt i Deutsche Demokratische Republik (DDR). Parlamentet bestod kun af det ene kammer, som havde 400 medlemmer, der var valgt for 5 år.
Volkskammer havde ansvaret for DDR's politik på alle væsentlige områder, bl.a. udenrigs- og forsvarspolitik og den økonomiske politik, der byggede på planøkonomi. Parlamentet udpegede desuden medlemmer af Staatsrat og Ministerrat, formanden for det nationale forsvarsråd samt medlemmer til sine 15 stående udvalg, der skulle forberede lovarbejdet.
Fra etableringen i 1949 til 1990 blev alle 400 medlemmer af Volkskammer opstillet på en liste, der blev udarbejdet af SED, kaldet Nationale Front, med mandaterne fastlagt på forhånd. Der var således ikke tale om demokratiske valg. På trods af at DDR formelt set var et flerpartisystem, blev samtlige oppositionspartier – kaldet blokpartier, eller ironisk 'blokfløjtepartier' – effektivt kontrolleret af SED, der via en passus i landets grundlov nød forrang frem for de øvrige partier. Det betød, at de øvrige partiers repræsentanter ikke havde mulighed for at føre en anden politisk linje end den, SED stak ud. Udover SED og blokpartierne var større organisationer med tilknytning til SED, såsom Freie Deutsche Jugend tillige repræsenteret i parlamentet.
På papiret havde Volkskammer stor magt, og den største uenighed, der nogensinde var i Volkskammer var da 14 af CDU's repræsentanter stemte nej og yderligere otte undlod at stemme for en liberalisering af abortlovgivningen. Men selvom Volkskammer udpegede regeringen, havde parlamentet kun lille magt. De facto var magten hos SED's politbureau. Som tegn på Volkskammers ringe magt kan man også se dets mødefrekvens; der var mellem 2 og 4 møder årligt.
I 1976 flyttede Volkskammer ind i prestigebyggeriet Palast der Republik på Schlossplatz (dengang Marx-Engels-Platz). 
Det første frie demokratiske valg blev afholdt 18. marts 1990 efter kommunistregimets sammenbrud (se Valget til Volkskammer 1990) og gav et stort flertal til den borgerlige Allianz für Deutschland ledet af Lothar de Maizière. Sabine Bergmann-Pohl (CDU) blev parlamentets sidste og eneste demokratisk valgte præsident. Hun sad frem til Tysklands genforening 3. oktober samme år.

## Eksempel på mandatforelingen i Volkskammer
| Gruppe- navn                               | Gruppe- forkortelse | Antal mandater | Pseudografisk fremstilling af antallet af mandater               |
| ------------------------------------------ | ------------------- | -------------- | ---------------------------------------------------------------- |
| Sozialistische Einheitspartei Deutschlands | SED                 | 127            | •••••••••••••••••••••••••••••••••••••••••••••••••••••••••••••••• |
| Christlich-Demokratische Union             | CDU                 | 52             | ••••••••••••••••••••••••••                                       |
| Liberal-Demokratische Partei Deutschlands  | LDPD                | 52             | ••••••••••••••••••••••••••                                       |
| Demokratische Bauernpartei Deutschlands    | DBD                 | 52             | ••••••••••••••••••••••••••                                       |
| National-Demokratische Partei Deutschlands | NDPD                | 52             | ••••••••••••••••••••••••••                                       |
| Freier Deutscher Gewerkschaftsbund         | FDGB                | 68             | ••••••••••••••••••••••••••••••••••                               |
| Freie Deutsche Jugend                      | FDJ                 | 40             | ••••••••••••••••••••                                             |
| Demokratischer Frauenbund Deutschlands     | DFD                 | 35             | ••••••••••••••••••                                               |
| Kulturbund                                 | KB                  | 22             | •••••••••••                                                      |